# Pi3 Orionis
Pi³ Orionis (Tabit, π³ Ori) – gwiazda w gwiazdozbiorze Oriona, znajdująca się około 26 lat świetlnych od Słońca.

## Nazwa
Gwiazda nosi tradycyjną nazwę Tabit, wywodzącą się od arabskiego ‏ﺛﺎﺑﺖ‎ ṯābit, „niewzruszony”. Pi³ Orionis jest najjaśniejszą gwiazdą tarczy Oriona, położoną w środku i najdalej na zachód. Gwiazdy tarczy noszą oznaczenie Bayera Pi Orionis; w obecnej kolejności są numerowane od północy, dawniej były ponumerowane od zachodu. Międzynarodowa Unia Astronomiczna w 2017 roku formalnie zatwierdziła użycie nazwy Tabit dla określenia tej gwiazdy.

## Charakterystyka
Pi³ Orionis to żółto-biały karzeł należący do typu widmowego F6, choć był także klasyfikowany jako możliwy podolbrzym. Gwiazda ta ma temperaturę 6500 K i emituje 2,8 razy więcej energii od Słońca. Masa gwiazdy została obliczona na 1,3 masy Słońca, jej promień jest równy 1,3 promienia Słońca. Tabit istnieje od 1,1–1,5 miliarda lat, a przy takiej masie jego życie na ciągu głównym (okres syntezy wodoru w hel w jądrze) to około 4 miliardów lat. Podejrzewa się, że jest to gwiazda zmienna typu Delta Scuti, ale brakuje jednoznacznego potwierdzenia.
210 tysięcy lat temu gwiazda ta przeszła w odległości 15 lat świetlnych od Słońca. Miała wówczas wielkość obserwowaną 2,01m, była zatem ponad dwukrotnie jaśniejsza dla oka.
Gwiazda ma czterech wizualnych kompanów. Składnik oznaczony B z pewnością jest tylko przypadkowym sąsiadem, gdyż ma zupełnie odmienny ruch własny i w ciągu 160 lat obserwacji znacznie zmienił względne położenie. Istnieje przypuszczenie, że jeden z towarzyszy może być naprawdę związany grawitacyjnie z tą gwiazdą, ale jak dotąd nie jest to potwierdzone; nieznane są także żadne planety pozasłoneczne, które mogłyby wokół niej krążyć.